# Suore di Santa Marta (Antigonish)
Le Suore di Santa Marta (in inglese Sisters of St. Martha of Antigonish) sono un istituto religioso femminile di diritto pontificio: le suore di questa congregazione pospongono al loro nome la sigla C.S.M.

## Storia
La congregazione fu fondata da John Cameron, vescovo di Antigonish, per le necessità della sua diocesi: egli inviò alcune aspiranti ad Halifax perché venissero formate alla vita religiosa dalle suore di carità di madre Seton, poi affidò loro il servizio domestico presso la Saint Francis Xavier University di Antigonish.
In origine le suore di Antigonish dipendevano da quelle di Halifax, poi il vescovo Cameron offrì loro l'opportunità di rendersi autonome, erigendo la comunità di Antigonish in congregazione autonoma: quattro di loro accettarono la separazione e il 29 luglio 1900 si ebbe l'erezione canonica diocesana dell'istituto.
La congregazione ricevette il pontificio decreto di lode il 22 dicembre 1931 e le sue costituzioni furono approvate definitivamente il 3 aprile 1943.

## Attività e diffusione
Le suore si dedicano al servizio domestico in seminari e collegi ecclesiastici, al lavoro negli ospedali, all'insegnamento e all'apostolato nelle parrocchie.
Sono presenti nelle province canadesi della Nuova Scozia, del Québec e dell'Alberta; la sede generalizia è ad Antigonish.
Alla fine del 2011 la congregazione contava 135 religiose in 18 case.